# Морделл, Луис Джоэл
Лу́ис Джо́эл Мо́рделл (англ. Louis Joel Mordell; 28 января 1888, Филадельфия, США — 12 марта 1972, Кембридж, Великобритания) — английский математик.
Автор трудов по алгебре, теории диофантовых уравнений, тригонометрическим рядам. Обосновал проблему для функциональных полей, названную его именем. Доказал формулы Эйнштейна в области теории квадратичных форм (1918).
Его имя связано с анализом диофантова уравнения
{\displaystyle y^{2}=x^{3}+k,}
где {\displaystyle k} — целое число. Соответствующая ему эллиптическая кривая ныне называется кривой Морделла.
В 1922 году Л. Морделл связал множество решений диофантова алгебраического уравнения с геометрическим родом кривой, задаваемой этим уравнением. Он пришел к выводу, что если степень уравнения достаточно велика (больше двух), то размерность пространства решений выражается через род кривой, и потому эта размерность конечна. Для меньших степеней это может быть не так — уравнение Пифагора степени 2 имеет бесконечное семейство решений. Эта гипотеза была доказана лишь в 1983 году немецким математиком Фальтингсом.
Выдающихся успехов Л. Морделл добился и в геометрии. Например, в 1937 году он доказал неравенство Эрдёша — Морделла, утверждающее, что для всякой точки M внутри заданного треугольника сумма расстояний от неё до вершин не менее удвоенной суммы расстояний от точки до сторон треугольника, причём равенство имеет место тогда и только тогда, когда треугольник равносторонний и точка M — его центр.
В 1956 году Л. Морделл нашел красивое частное решение задачи о четырех кубах.
Морделл — автор 270 публикаций. Основная его монография — «Диофантовы уравнения» (1969).
В 1971 году Морделл участвовал в теоретической конференции в Москве и затем был приглашен в Ленинград для чтения лекций.

## Награды
- Медаль де Моргана (1941)
- Медаль Сильвестра (1949)